# Afzal Kahn
Afzal Kahn es un diseñador automotriz británico. Es el fundador del grupo de compañías Kahn: Kahn Design,The Chelsea Truck Company y Project Khan.
Kahn presentó el Vengeance, basada en el Aston Martin DB9, en el Salón de Ginebra de 2016. En el Salón Internacional del Automóvil de Ginebra de 2017, Afzal presentó el Vengeance Volante, una versión convertible del Vengeance original.

## Trabajo
Kahn, quien ha sido coronado como 'El rey de la personalización' por la revista automotriz, Autocar, se retiró de la arquitectura para dedicarse a su pasión por los automóviles.
En 1996, Kahn diseñó la rueda de aleación RS-R. El diseño, en el cual los rayos daban la apariencia de continuar hasta el borde, fue considerado el primero en la industria. Con el uso de capital derivado de la producción inicial agotada de 1.000 rines RS-R, Kahn fundó A. Kahn Design en Bradford, West Yorkshire a fines de la década de los 90.
Kahn continuó en el papel de director creativo, lanzando más diseños de ruedas y agregando estilo exterior y diseño interior de vehículos a la gama de productos de la compañía. También buscó alianzas con otras marcas de moda para colaborar en los diseños de interiores, como Harris Tweed.
En 2002, Kahn Design se había diversificado hacia la producción de actualizaciones completas de vehículos, requiriendo un traslado a nuevas instalaciones construidas especialmente para el año 2004, que incorporaron instalaciones de taller y marroquinería. Kahn compró algunos Land Rovers y una vez que los autos estuvieron en su estudio los rediseñó y rediseñó.

En 2008, Kahn compró la placa de matrícula "F1" por £ 440,000, que estableció un récord en el Reino Unido de la placa más cara que se vendió en una subasta. Ahora se dice que la matrícula es la placa de matrícula más valiosa del mundo, con un valor superior a £10.000.000. Él continúa manteniendo una colección sustancial de placas de registro. Posee las registraciones 4HRH, 1CEO y 4K solo algunas de las 68 registraciones que se ofrecen.
En 2013, Kahn abrió una sala de exposición en el King's Road en Chelsea, Londres para su Chelsea Truck Company que se especializó en la personalización Land Rover Defenders y Jeep Wranglers.
Esto fue seguido por el lanzamiento de una sala de exposición insignia en Kirkstall Road en Leeds.
Además, el segundo Kahn Design boutique en Londres se dio a conocer en octubre de 2017. Se encuentra en Kensington High Street.

En 2014, Kahn comenzó a producir vehículos de edición especial, comenzando con el lanzamiento de una serie de modelos Land Rover Defender bajo la marca Flying Huntsman, que incluyen carrocería extendida, sistemas mejorados de motor, suspensión y frenado y diseño interior de lujo. Los primeros dos modelos en ser anunciados, el 4x4 Huntsman 105 Longnose y el 6x6 Huntsman 110 Longnose, fueron revelados en el 2015 Geneva Motor Show.
En 2015, Kahn lanzó imágenes oficiales de un nuevo superdeportivo, basado en el Aston Martin DB9, llamado Vengeance. En desarrollo durante cerca de seis años, el cuerpo, hecho de aluminio, se confeccionó utilizando métodos tradicionales trabajados a martillo, con cada vehículo construido por el equipo de artesanos y expertos en automoción de Kahn. El vehículo fue presentado en el Salón del Automóvil de Ginebra 2016. Después de WB12 Vengeance, el Salón Internacional del Automóvil de Ginebra 2017 vio la presentación de Vengeance Volante, una versión convertible del modelo WB12.
Inaugurado oficialmente en el Salón Internacional del Automóvil de Ginebra 2016, el Jeep Wrangler Black Hawk Edition de Chelsea Truck Company ha sido descrito como una creación personalizada que combina acabados glamorosos con un trabajo corporal audaz.
En abril de 2017, el Sr. Kahn presentó el Proyecto Kahn Range Rover Sport SVR Pace Car, una versión a medida del 542bhp V8 SUV Land Rover que puede ser construido según especificaciones personalizadas por la casa de diseño.
En mayo de 2017, se anunció que The London Taxi Company (LTC) había encargado a Afzal Kahn que creara una serie de versiones personalizadas de su cabina TX4, que dejará de fabricarse este año.

## Apariciones en la TV
Kahn apareció en una serie de 11 partes presentada en el National Geographic Channel's, Supercar Megabuild. Kahn también ha aparecido en la BBC The One Show. He was interviewed by the entrepreneur, Theo Paphitis.

## Honores
En diciembre de 2014, Kahn recibió un premio a la trayectoria en los premios Car Dealer Magazine. El panel de jueces rindió homenaje a sus logros, reconociendo que durante más de 20 años ha estado marcando las tendencias en la moda automotriz.
En junio de 2015, Kahn recibió un premio de diseño e innovación en los premios Birmingham Made Me Awards. El jurado reconoció la importante inversión realizada en diseño y fabricación como parte del proyecto WB12 Vengeance.